# Josip Vrankić
Josip Vrankić (Etobicoke, Canadá, 24 de octubre de 1998) es un jugador de baloncesto canadiense con nacionalidad croata. Juega la posición de ala-Pívot y su actual equipo es el Palencia Baloncesto de la Liga Primera FEB.

## Carrera deportiva

### Universidad
Vrankić es un ala-pívot nacido en el distrito administrativo de la ciudad de Toronto en la provincia de Ontario, Etobicoke, Canadá y formado en la Wasatch Academy de Mount Pleasant (Utah) hasta 2017, cuando ingresó en la Universidad de Santa Clara, situada en Santa Clara (California), con el que disputaría durante cinco temporadas la División I de la NCAA con los Santa Clara Broncos, desde 2017 a 2022. 

### Profesional
Tras no ser drafteado, en agosto de 2022 firma con el club deportivo Chieti Basket 1974 de la Serie A2 italiana, con el que debutó 17 partidos promediando 15 puntos y 8 rebotes para 18 créditos de valoración por encuentro.
El 9 de febrero de 2023, deja el conjunto de Chieti y firma por el Basket Ravenna de la Serie A2 italiana, en el que disputó 6 partidos en los que promedió 11 puntos y 6 rebotes.
El 7 de agosto de 2023, firma por el San Sebastián Gipuzkoa Basket Club de la Primera FEB.